# Nightshade Forests
Nightshade Forests è il primo EP della band symphonic black metal Summoning.

## Tracce
1. Mirkwood - 9:45
2. Kortirion Among the Trees - 8:51
3. Flesh and Blood - 7:55
4. Habbanan Beneath the Stars - 7:13

## Formazione
- Protector - voce, chitarra, tastiere
- Silenius - voce, tastiere